# Ateloblatta malagassa
Ateloblatta malagassa är en kackerlacksart som beskrevs av Henri Saussure 1891. Ateloblatta malagassa ingår i släktet Ateloblatta och familjen jättekackerlackor.
Artens utbredningsområde är Madagaskar. Inga underarter finns listade.